# 蘇什基 (科澤利希納區)
49°6′21″N 33°55′49″E / 49.10583°N 33.93028°E
蘇什基（烏克蘭語：Сушки），是烏克蘭中部的村莊，隸屬波爾塔瓦州的克雷門丘克區。該村距離蘇洛尼齊亞和亞歷山德里亞2公里，海拔高度90米，2001年人口736。